# Breite Straße 6 (Quedlinburg)

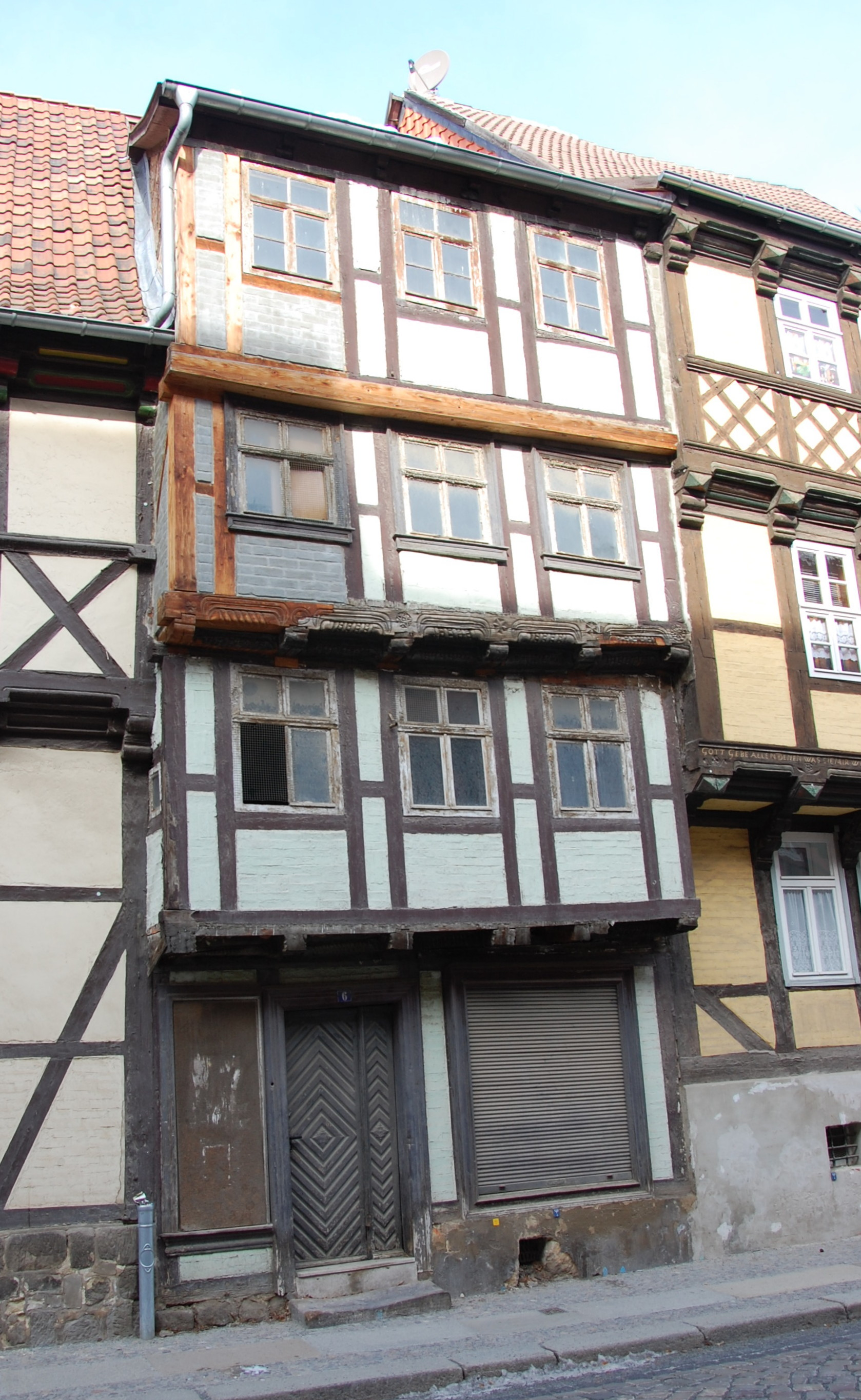
Haus Breite Straße 6

Das Haus Breite Straße 6 ist ein denkmalgeschütztes Gebäude in der Stadt Quedlinburg in Sachsen-Anhalt.

## Lage
Es befindet sich nordöstlich des Marktplatzes der Stadt und gehört zum UNESCO-Weltkulturerbe. Im Quedlinburger Denkmalverzeichnis ist es als Wohnhaus eingetragen. Nördlich grenzt das gleichfalls denkmalgeschützte Haus Breite Straße 7 an.

## Architektur und Geschichte
Das Fachwerkhaus stammt in seinem Kern aus der Mitte des 16. Jahrhunderts. Die oberen Geschosse des schmalen Gebäudes kragen jeweils deutlich vor. An den Ständern des Fachwerks sind Reste von Fächerrosetten zuerkennen. In der ersten Hälfte des 18. Jahrhunderts erfolgte ein Umbau und eine Aufstockung des Hauses. Aus dieser Zeit stammt der Ständerrhythmus des Fachwerks. In den 1930er Jahren wurde im Erdgeschoss ein Ladengeschäft eingebaut. Die Haustür entstand ebenfalls in dieser Zeit.
1987 wurden Restaurierungsarbeiten am Gebäude abgeschlossen.